# Minderheidsparlement

Bij de Franse parlementsverkiezingen 2022 haalde geen partij de absolute zetelmeerderheid in de Nationale Vergadering. La République en marche ! van president Emmanuel Macron werd electoraal fors bestraft ten opzichte van 2017, terwijl het Rassemblement national en La France insoumise juist wisten te groeien. De regering van premier Borne ging door als minderheidsregering.

Een minderheidsparlement (ook wel hung parliament in het Engels) is een welbepaalde electorale verdeling van een parlement, vaak met een tweepartijenstelsel of first past the post-systeem. Deze toestand komt tot stand wanneer geen enkele grote politieke partij (of blok van partijen) een absolute meerderheid van de zetels kan opeisen in het parlement.

## Voorkomen
De term wordt vooral gebruikt in landen die het Westminster-systeem hanteren, zoals het Verenigd Koninkrijk, Australië en Canada. Een minderheidsparlement wordt in deze landen over het algemeen als uitzonderlijk beschouwd, omdat het "first-past-the-post"-stelsel de voorkeur geeft aan een tweepartijenstelsel en een eenpartijmeerderheid.
Nochtans is een minderheidsparlement in sommige landen eerder regel dan uitzondering, zoals bijvoorbeeld op de Salomonseilanden.

## Uitweg
Een of beide grote partijen kunnen ervoor kiezen om een coalitieregering te vormen met kleinere partijen. Daarnaast kunnen ze ook beslissen om een minderheidsregering in te richten die haar politieke steun zal moeten zoeken bij derde partijen of onafhankelijke parlementsleden. Indien deze pogingen hiertoe mislukken, kan de ontbinding van de wetgevende kamer en een nieuwe verkiezing voor een laatste mogelijke uitweg zorgen.

## Meerpartijenstelsel
In een meerpartijenstelsel is het de gewoonte dat een verkiezing gevolgd wordt door onderhandelingen en een coalitieregering. Gezien proportionaliteit inherent is aan een dergelijk systeem en een absolute meerderheid van slechts één partij hier dus wel de uitzondering vormt, komen minderheidsparlementen hier niet voor.